# Bertha Worms
Anna Clémence Bertha Abraham Worms (Uckange, 26 febbraio 1868 – San Paolo, 27 giugno 1937) è stata una pittrice e insegnante francese naturalizzata brasiliana, specializzata nella pittura di genere e nei ritratti.

## Biografia
Nacque a Uckange, nella Mosella, da una famiglia ebrea. A tredici anni iniziò a dipingere per poi iscriversi all'École nationale supérieure des beaux-arts di Parigi, dove studiò con Tony Robert-Fleury, Gustave Boulanger e Benjamin Constant. A diciassette anni si diplomò come insegnante di disegno presso il Ministero dell'educazione nazionale e iniziò a insegnare nelle scuole comunali.
Nel 1892 sposò Fernando Samuel Worms, un dentista brasiliano. Lo seguì quando ritornò in Brasile e vissero per due anni nel sud del paese. Nel 1894 si stabilirono a San Paolo, dove la Worms organizzò un corso di disegno e pittura e, ogni anno, delle mostre per i suoi studenti.
Nel 1895 organizzò una mostra al Salão Nacional de Belas Artes di Rio de Janeiro, vincendo una medaglia d'oro. Nel 1911 partecipò con tre opere alla prima Exposição Brasileira de Belas Artes, tenutasi presso la Scuola di Arti e Mestieri di San Paolo. Nel 1922 presentò diverse opere alla Comemorativa do Centenário da Independência, tenutasi al Palazzo delle Industrie di San Paolo. L'anno successivo tenne una mostra insieme al figlio, il pittore e scultore Gastão Worms.
Morì il 27 giugno 1937 a San Paolo.

## Galleria di opere

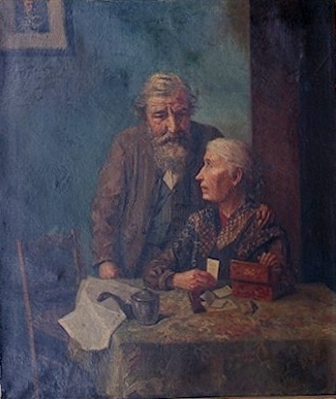
Recordas-te?
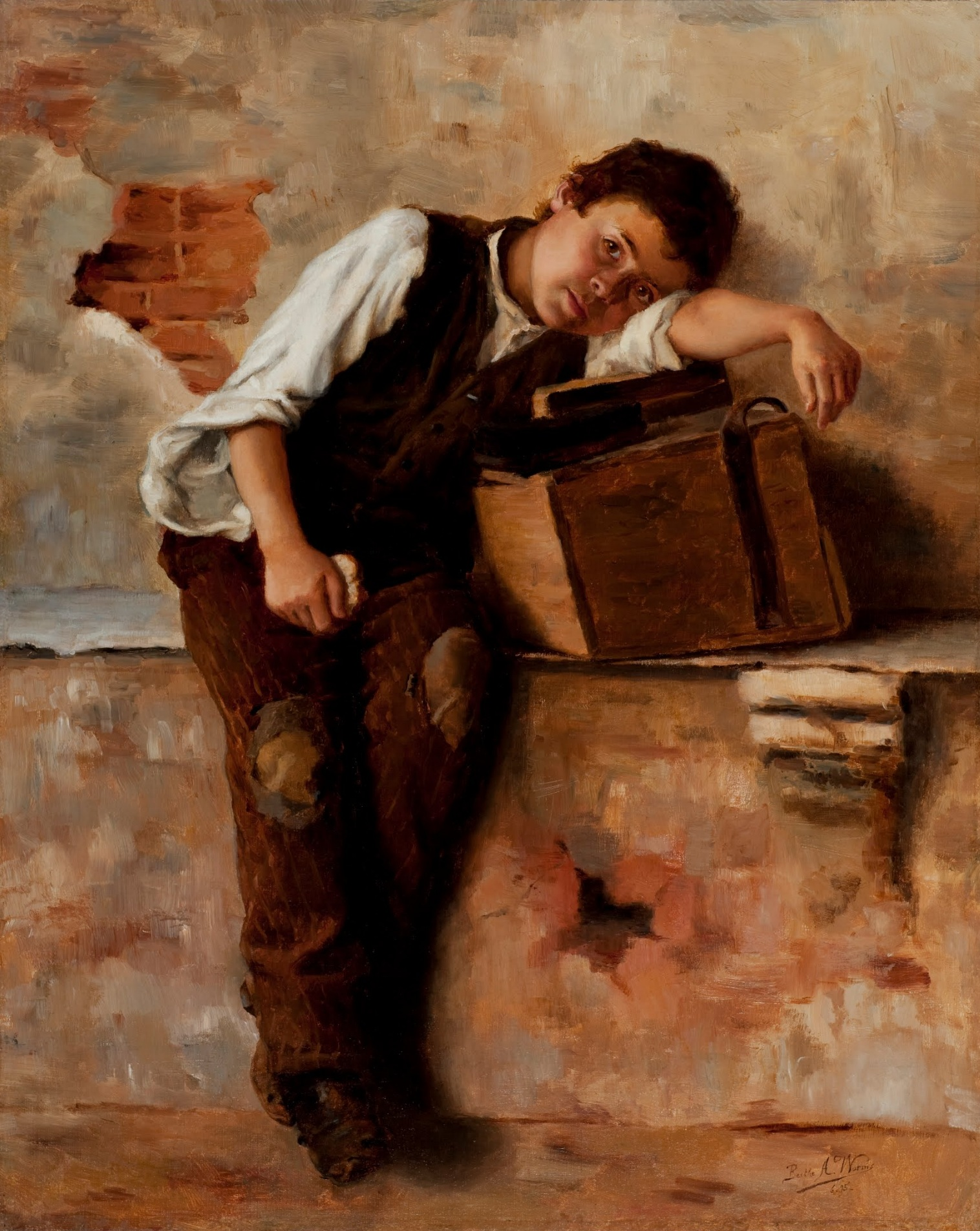
Saudades de Nápoles
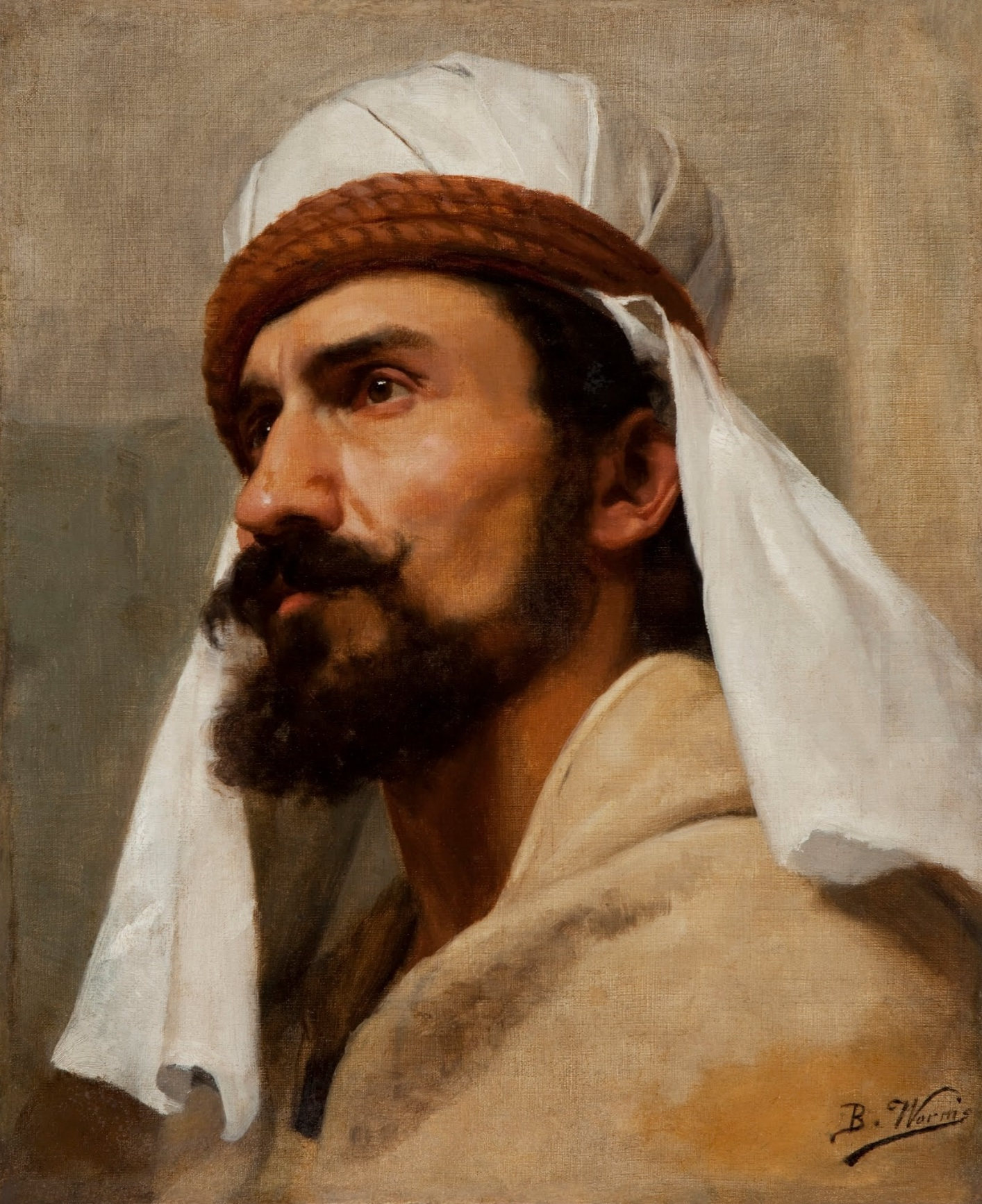
Beduíno
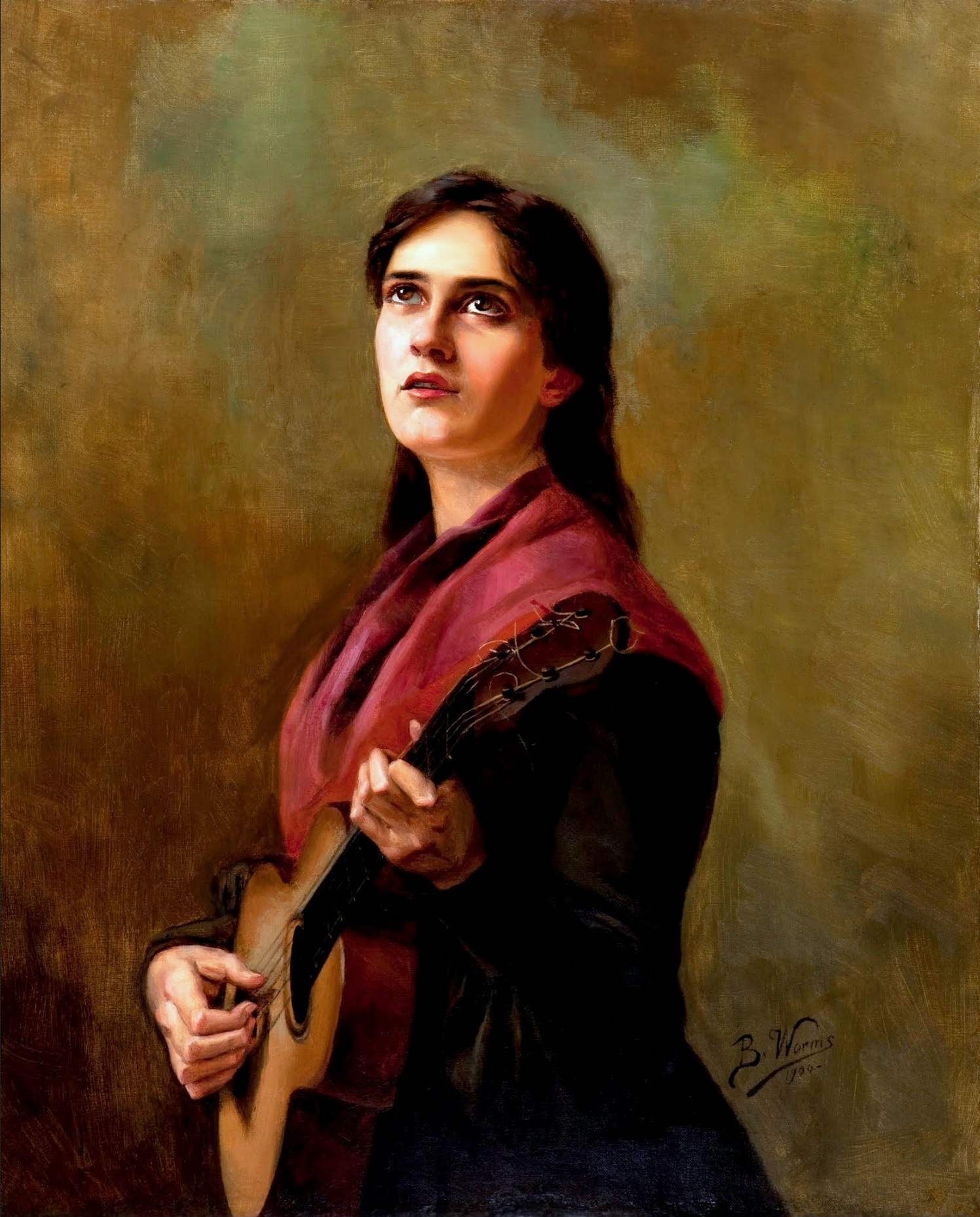
Canção Sentimental